# Jorge Campos (tafeltennisser)
Jorge Moisés Campos Valdés (Havanna, 19 september 1991) is een Cubaans professioneel tafeltennisser. Hij speelt rechtshandig met de penhoudersgreep.
Hij vertegenwoordigde zijn land op de Olympische Zomerspelen 2016 en 2020 maar won daar geen medailles.